# Garampéteri
Garampéteri (1886-ig Predojná, szlovákul: Predajná) község Szlovákiában, a Besztercebányai kerületben, a Breznóbányai járásban.

## Fekvése
Breznóbányától 15 km-re nyugatra, a Garam jobb partján fekszik.

## Története
1285-ben „Predynmyh”, „Predyuich” alakban említik először. 1358-ban a zólyomlipcsei váruradalom része volt, akkor „Prydem” alakban említik. 1424-ben „Predauia”, 1441-ben „Predayna” néven szerepel. Háromkirályok tiszteltére szentelt régi temploma a 15. században épült. A középkorban arany és ezüstbányája volt.
A 18. század végén Vályi András így ír róla: „PREDOJNA. Tót falu Zólyom Vármegyében, földes Ura a’ Liptsei Bányászi Kamara, lakosai katolikusok, fekszik Libet Bányához másfél mértföldnyire, határja meglehetős termésű.”
Sörfőzdéjét 1800-ban alapították. 1828-ban 107 házában 834 lakos élt, akik mezőgazdasággal foglalkoztak.
Fényes Elek 1851-ben kiadott geográfiai szótárában így ír a faluról: „Predajna, tót falu, Zólyom vmegyében, Garan folyó mentiben, völgyben, a lőcsei országutban, ut. p. Beszterczebányától keletre 4 órányira. Hajdan mezőváros volt, s most is illy pecséttel él. Urbéri telek 24, s a kamarának is van egy majorsági épülete, ehez tartozó bizonytalan mennyiségű földbirtokkal. Erdő 3163 h. Földe a legjobbakhoz tartozik e vidéken, s minden divatozó vetemények sikerrel teremnek benne. Lakja 930 kath., kik házaló kereskedők, földmüvesek. Telkes van 67, házas zsellér 26, házatlan 12. Van itt továbbá kath. paroch. templom, iskola, sörfőzőház, malom, a Garanon kivül Jaszena nevű patak, s a kamarának mint földesurnak egy majorsága.”
Lakói a század második felétől ipari üzemekben is dolgoztak. 1890-től gőzfűrész is üzemelt a községben. A trianoni diktátumig Zólyom vármegye Breznóbányai járásához tartozott.

## Népessége
| Év:            | 1994. | 2004.   | 2014.   | 2024.   |
| -------------- | ----- | ------- | ------- | ------- |
| Emberek száma: | 1272  | 1384    | 1338    | 1265    |
| Eltérés:       |       | +8,80 % | -3,32 % | -5,45 % |

| Év:            | 2023. | 2024.   |
| -------------- | ----- | ------- |
| Emberek száma: | 1291  | 1265    |
| Eltérés:       |       | -2,01 % |

1880-ban 932 lakosából 4 magyar és 867 szlovák anyanyelvű volt. Krámlistján 33 szlovák anyanyelvű élt.
1890-ben 970-en lakták, ebből 14 magyar és 923 szlovák anyanyelvű.
1900-ban 1097 lakosából 36 magyar és 1006 szlovák anyanyelvű volt.
1910-ben 1071-en lakták: 157 magyar, 897 szlovák, 8 német, 2 ruszin és 7 egyéb anyanyelvű. Ebből 1031 római katolikus, 26 evangélikus, 9 izraelita, 3 református és 2 görög keleti vallású volt.
1921-ben 957 lakosából 9 magyar és 945 csehszlovák volt.
1930-ban 992-en lakták, ebből 11 magyar és 980 csehszlovák.
1991-ben 1290 lakosából 1280 szlovák volt.
2001-ben 1346 lakosából 1322 szlovák és 1 magyar volt.
2011-ben 1357-en lakták, ebből 1233 szlovák és 1 magyar volt.

## Nevezetességei
- Urunk Színeváltozása tiszteletére szentelt római katolikus temploma a 15. század végén épült, eredetileg késő gótikus stílusban. 1612-ben és 1754-ben átépítették. Körítőfal övezi.
- A Hétfájdalmú Szűzanya tiszteletére szentelt római katolikus kápolnája 1861-ben épült.
- A Szent Kereszt Felmagasztalása tiszteletére szentelt római katolikus kápolnája 1835-ben épült.
- A plébánia épülete 1673-ban épült rokokó stílusban, a 18. században barokk stílusban építették át.
- Klasszicista kúriáját a 19. század első felében építették.
- Alagútját 1928-ban építették, 1971-ben felújították.

## Külső hivatkozások
- Hivatalos oldal
- Községinfó
- Garampéteri Szlovákia térképén
- E-obce.sk